# Liste der Abgeordneten im Kommunallandtag der Hohenzollernschen Lande 1880–1885
Diese Liste nennt die Abgeordneten im Kommunallandtag der Hohenzollernschen Lande in der zweiten Wahlperiode 1880–1885.

## Zusammensetzung
Der Fürst von Hohenzollern, Karl Anton von Hohenzollern hatte eine Virilstimme, eine weitere Stimme hatten die Fürsten von Fürstenberg, Karl Egon III. zu Fürstenberg  und Thurn und Taxis, Maximilian Maria von Thurn und Taxis gemeinsam. Die Fürsten konnten sich im Kommunallandtag vertreten lassen und machten dies auch. Jeweils ein Abgeordneter wurde durch die Stadträte der Städte Sigmaringen und Hechingen gewählt. Je drei Abgeordnete wählten die Amtsversammlungen der vier Oberämter Sigmaringen, Hechingen, Gammertingen und Haigerloch.

## Liste
| Abgeordneter                 | Beruf                                                 | Wahlkörper                                    | Mandatsdauer |
| ---------------------------- | ----------------------------------------------------- | --------------------------------------------- | ------------ |
| Ludwig Carl August von Godin | Fürstlich Hohenzollernscher Hofkammerrat, Sigmaringen | Fürstenhaus Hohenzollern                      | 1880–1883    |
| Eugen Löw                    | Fürstlich Hohenzollernscher Hofkammerrat, Sigmaringen | Fürstenhaus Hohenzollern                      | 1883–1885    |
| Franz Scheidemantel          | Revierförster, Ostrach                                | Fürstenhäuser Fürstenberg und Thurn und Taxis | 1880–1883    |
| Philipp Wohlgemuth           | Fürstlich Fürstenbergischer Domänenrat, Sigmaringen   | Fürstenhäuser Fürstenberg und Thurn und Taxis | 1883–1885    |
| Markus Keßler                | Stadtbürgermeister, Sigmaringen                       | Stadt Sigmaringen                             | 1880–1881    |
| Viktor Bilharz               | Amtsgerichtsrat, Sigmaringen                          | Stadt Sigmaringen                             | 1881–1885    |
| Theodor Gayer                | Stadtbürgermeister, Sigmaringen                       | Stadt Sigmaringen                             | 1885–1885    |
| Karl Baur                    | Stadtschultheiß, Hechingen                            | Stadt Hechingen                               | 1880–1885    |
| Fidelis Graf                 | Amtsgerichtsrat, Sigmaringen                          | Oberamt Sigmaringen                           | 1880–1885    |
| Johann Schanz                | Oberamtsphysikus, Sigmaringen                         | Oberamt Sigmaringen                           | 1880–1883    |
| Leopold Kerle                | Bürgermeister, Ostrach                                | Oberamt Sigmaringen                           | 1880–1885    |
| Theodor Schmid               | Posthalter a. D., Gammertingen                        | Oberamt Sigmaringen                           | 1883–1885    |
| August Alexander Evelt       | Landgerichtspräsident, Hechingen                      | Oberamt Hechingen                             | 1880–1885    |
| Fridolin Löffler             | Lehrer, Boll                                          | Oberamt Hechingen                             | 1880–1885    |
| Roman Haug                   | Vogt, Grosselfingen                                   | Oberamt Hechingen                             | 1880–1883    |
| Jakob Kaus                   | Vogt, Bechtoldsweiler                                 | Oberamt Hechingen                             | 1883–1885    |
| Theodor Schmid               | Posthalter, Gammertingen                              | Oberamt Gammertingen                          | 1880–1882    |
| Josef Koch                   | Bürgermeister, Benzingen                              | Oberamt Gammertingen                          | 1880–1882    |
| Otto von Westhoven           | Oberamtmann, Gammertingen                             | Oberamt Gammertingen                          | 1880–1885    |
| Franz Josef Steinhart        | Bürgermeister, Kettenacker                            | Oberamt Gammertingen                          | 1882–1885    |
| Josef Schmid II              | Hirschwirt, Gammertingen                              | Oberamt Gammertingen                          | 1882–1885    |
| Sebastian Emele              | Oberamtmann, Haigerloch                               | Oberamt Haigerloch                            | 1880–1885    |
| Fidel Münzer                 | Lehrer, Gruol                                         | Oberamt Haigerloch                            | 1880–1882    |
| Johann Baiker                | Bürgermeister, Empfingen                              | Oberamt Haigerloch                            | 1880–1882    |
| Rupert Fischer               | Bürgermeister, Weildorf                               | Oberamt Haigerloch                            | 1882–1885    |
| Johann Umbrecht              | Bürgermeister, Glatt                                  | Oberamt Haigerloch                            | 1882–1885    |

## Landesausschuss
| Abgeordneter                 | Beruf                                                 | Wahlkörper               | Mandatsdauer |
| ---------------------------- | ----------------------------------------------------- | ------------------------ | ------------ |
| Theodor Schmid               | Posthalter, Gammertingen                              | Oberamt Gammertingen     | 1880–1885    |
| Fidelis Graf                 | Amtsgerichtsrat, Sigmaringen                          | Oberamt Sigmaringen      | 1880–1885    |
| Ludwig Carl August von Godin | Fürstlich Hohenzollernscher Hofkammerrat, Sigmaringen | Fürstenhaus Hohenzollern | 1880–1883    |
| Eugen Löw                    | Fürstlich Hohenzollernscher Hofkammerrat, Sigmaringen | Fürstenhaus Hohenzollern | 1883–1885    |

Vorsitzender von Kommunallandtag und Landesausschuss war August Alexander Evelt.